# Борзенков, Анатолий Сергеевич
Анатолий Сергеевич Борзенков (род. 9 июля 1947) — советский и российский военачальник, генерал-лейтенант (1994). Командующий 31-й ракетной армии (1993—2002). Заслуженный военный специалист Российской Федерации (1999).

## Биография
Родился 9 июля 1947 года в деревне Ивановское Орловской области.
С 1965 по 1969 год обучался в Серпуховском высшем военном командно-инженерном училище имени Ленинского комсомола, по окончании которого с отличием получил специализацию военного инженер-механика. С 1969 по 2002 год служил в Ракетных войсках стратегического назначения. С 1969 по 1976 год находился на различных командно-инженерных должностях, в том числе инженером, старшим инженером и командиром ракетной группы 10-й ракетной дивизии.
С 1976 по 1978 год обучался на командном факультете Военной академии имени Ф. Э. Дзержинского. С 1978 по 1981 год — начальник штаба и заместитель командира 225-го ракетного полка. С 1981 по 1984 год — командир 89-го ракетного полка 27-й ракетной дивизии. С 1984 по 1989 год — начальник штаба —  заместитель командира 4-й ракетной дивизии. С 1989 по 1992 год — командир 23-й гвардейской ракетной Орловско-Берлинской дивизии 50-й ракетной армии. В частях дивизии под руководством А. С. Борзенкова состояли стратегические пусковые ракетные установки с твердотопливной двухступенчатой баллистической ракетой средней дальности «РСД-10» и «РТ-2ПМ».
С 1992 по 1993 год — начальник штаба — первый заместитель командующего, с 1993 по 2002 год — командующий 31-й ракетной армией, в составе пяти соединений армии под руководством А. С. Борзенкова состояли стратегические ракетные комплексы с межконтинентальными баллистическими ракетами «Р-36М2», «РТ-2ПМ» и БЖРК «РТ-23 УТТХ». В 1993 году экстерном окончил Военную академию Генерального штаба Вооружённых Сил Российской Федерации .
В 2002 году уволен в запас.

## Награды
- Орден «За военные заслуги» (1995)
- Орден Красной Звезды (1984)[1]